# Jonathan Mhondorohuma
 Jonathan Mhondorohuma es un escultor de Zimbabue, nacido el 25 de diciembre de 1974 en Mvurwi, fue junto a otros escultores alumno del desaparecido Joseph Ndandarika. 

## Datos biográficos
Jonathan Mhondorohuma nació en Mvurwi; asistió a la escuela primaria en su ciudad natal, también completó el nivel O (ordinario). En 1989 fue invitado por su amigo Square Chikwanda a ir a trabajar en la Comunidad Escultura Tengenenge, donde pasó los siguientes seis meses antes de trasladarse a Harare. Allí conoció y trabajó con Joseph Ndandarika, cuya influencia todavía se percibe en su trabajo.
A la muerte de Ndandarika en 1991, Mhondorohuma se trasladó a Hatfield para trabajar por su cuenta. En 1997 se convirtió en artista en residencia en el Parque de las Esculturas Chapungu.